# Патти (Италия)
Патти (итал. Patti) — коммуна в Италии, располагается в регионе Сицилия, в провинции Мессина.
Население составляет 13320 человек (2008 г.), плотность населения составляет 265 чел./км². Занимает площадь 50 км². Почтовый индекс — 98066. Телефонный код — 0941.
Покровительницей коммуны почитается святая Феврония Низибийская, празднование 5 июля.

## Демография
Динамика населения:

## Администрация коммуны
- Официальный сайт: http://www.comune.patti.me.it/